# Листоед оливковый
Листоед оливковый (Gonioctena olivacea) — вид жуков-листоедов из подсемейства хризомелины.

## Описание
Жук с округлым, выпуклым телом. Длина 3,5-4,5 мм. Верхняя сторона и конечности охристо-желтого цвета либо красновато-бурые. Надкрылья могут быть с черным рисунком в виде продольных полос. Точки на надкрыльях собраны в правильные ряды.

## Ареал
Европа от Швеции на севере до Франции на юге, на восток доходит до Белоруссии и Центральной Украины, Северная Африка.
На территории Белоруссии вид встречается отдельными локальными популяциями под Минском и в районе Мозыря.

## Биология
Жуки встречаются преимущественно небольшими скоплениями на хорошо прогреваемых открытых местах, чаще всего — на окраинах леса. Жуки активны в мае-июне. Кормовыми растениями жуков и их личинок являются растения из семейства бобовых — дрок красильный (Genista tinctoria) и жарновец метельчатый (Sarothamnus scoparius). Яйца откладываются самками в конце мая — в июне кучками на листьях или на стручках кормовых растений. Личинки первых возрастов скелетируют, а затем грызут листья по краям, могут повреждать также плоды. Окукливаются на лесной подстилке или в почве. За год развивается одно поколение.

## Охрана
Вид включен в Красную книгу Белоруссии в III категорию — виды, в настоящее время не находящиеся под прямой угрозой исчезновения, но подверженные риску вымирания в среднеотдаленном будущем. Численность на территории Белоруссии в отдельные годы стабильная, но колебания значительны из-за деятельности энтомофагов и грибковых заболеваний.